# Рексъм (град)
Вижте пояснителната страница за други значения на Рексъм.
Рѐксъм (на английски: Wrexham, на уелски: Wrecsam, Урѐксам) е град в Северен Уелс, главен административен център на графство Рексъм. Разположен е на около 6 km от границата с Англия и на 40 km южно от английския град Ливърпул. Първите сведения за града датират в писмени документи от 1161 г. ЖП възел. Индустриален център. Населението му е 42 576 жители според данни от преброяването през 2001 г.

## Спорт
Представителният футболен отбор на града се казва ФК Рексъм. Дългогодишен участник е в Английската първа лига и Английската втора лига.

## Побратимени градове
- Изерлон Германия
- Рацибош Полша